# Јован Хиркан
Јован Хиркан или Хиркан I (до 104. п. н. е.) је био јеврејски првосвештеник и хасмонејски владар Јудеје од 135. п. н. е. до 104. п. н. е. Након опсаде Јерусалима селеукидски краљ Антиох VII Сидет прислио га је 134/133. п. н. е. да му плаћа данак. Као Антиохов вазал учествовао је 130. п. н. е. у његовом источном походу против Парта. Након погибије Антиоха VII Сидета 129. п. н. е. Јован Хиркан је искористио метеж и грађански рат у Селеукидском царству, па је вратио независност Јудеји и кренуо је у освајања околних територија. Удвостручио је територију Јудеје освојивши Самарију и покоривши Кутејце и Идумеје. Идумеје је преобратио на јудаизам. Добио је од Рима и међународно признање независности.

## Победа над селеукидском војском
Син је Симона Тасија (Макавеја) и синовац Јуде Макавеја, Јонатана Макавеја и других рођака Макавеја, који су повели Макавејски устанак против селеукидске власти и насилне хеленизације. Јованов отац Симон Таси помогао је 138. п. н. е. селеукидском краљу Антиоху VII Сидету да у грађанском рату победи узурпатора Диодота Трифона. Након учвршћења трона Антиох VII Сидет је почео да угрожава независност Јудеје. Упутио је Симону ултиматум тражећи да врати све раније заузете територије, а кад Симон није пристао упутио је на Јудеју војску. Симонови синови Јован Хиркан и Јуда успели су да победе селеукидску војску и одбране Јудеју.

## Постаје првосвештеник
Симонов зет Птолемеј Авувов био је на положају стратега Јерихона. Када је Симон Таси са своја два сина Јудом и Мататијом дошао у Јерихон Птолемеј је дао да се 135. п. н. е. убије Симон. Том приликом према Макавејима убио је и Симонова два сина, а према Јосифу Флавију заробио је и утамничио два Симонова сина и мајку. Птолемеј је послао и убице за Јованом Хирканом, али у том науму није успео. Јован Хиркан је у Јерусалиму 135. п. н. е. проглашен за новога јеврејскога првосвештеника.

## Опсада Дагона
Птолемеј се повукао у тврђаву Дагон изнад Јерихона. Када је Јован Хиркан напао ту тврђаву Птолемеј је извео Јованову мајку и браћу на зидине и наређивао је да је батинају претећи да ће је бацити низ зидине. Јован Хиркан би онда ослабио опсаду и сцена се понављала више пута, а мајка га је позивала да се не обазире на њене муке. Опсада се отегла преко годину дана, а током сабатске године Јован Хиркан се придржавао јеврејске традиције уздржавања од офанзивнога рата за време сабатске године. Птолемеј је тада убио Хирканову мајку и браћу и повукао се из тврђаве Дагон до Зенона, тиранина Филаделфије.

## Опсада Јерусалима
Антиох VII Сидет је на Јудеју послао нову војску 134. п. н. е. Након пустошења Јудеје опколио је и око годину дана опседао је Јерусалим, у коме се налазио Јован Хиркан. Пошто је након дуге опсаде у града завладала велика оскудица Јован Хиркан је био спреман да се преда под умереним условима. Један део Антиохових саветника тражио је да се искористи прилика и да истребе Јевреје и да се тако заувек реше проблема са њима. Међутим Антиох VII Сидет је био умерен владар, па је тражио предају оружја, плаћање данака за Јопу и Газару и да се прими селеукидски гарнизон. Јован Хиркан се сложио са прва два захтева и није пристао на примање гарнизона. Антиох је поред тога 133. п. н. е. срушио и део зидина око Јерусалима. Јован је узео 300 талената из Давидове гробнице да би платио данак Антиоху. Антиох је Јеврејима оставио верске слободе и Јована Хиркана као њиховога првосвештеника. Антиох VII Сидет је био последњи од селеукидских владара, који су владали Јудејом.

## Антиохов вазал
Јован Хиркан је уживао аутономију у Јудеји, а Антиоху је плаћао данак као верни вазал. Међутим Јудеја је била опустошена за време опсаде Јерусалима, а након тога морала је да плаћа велики данак, који је представљао огромно оптерећење. Јудеја се услед тога суочавала са тешком економском кризом. Уз помоћ новца из Давидовога гроба Јован Хиркан је одржавао војску страних најамника. То је била пљачка светога гроба, коју је спроводио првосвештеник, тако да сигурно да је изазивала незадовољство код становништва. Антиох VII Сидет кренуо је 130. п. н. е. на велики источни поход да под своју контролу врати територије, које је деценију раније заузела Партија. Сакупио је велику војску, а у саставу војске био је и јеврејски контингент са Јованом Хирканом на челу. Антиох VII Сидет је погинуо 129. п. н. е. у том походу, а његов брат Деметрије II Никатор је преузео селеукидски трон.

## Освајања Јована Хиркана и међународно признање
Када је Јован Хиркан чуо за Антиохову смрт више се није осећао обавезан према новом владару, па је одмах кренуо у освајања околних територија. Због рата и великога похода на истоку градови у Сирији остали су готово без војске. Јован Хиркан је током 129. п. н. е. освојио Медабу, Самегу, сиким, Аргаризин. Покорио је Кутејце и Идумејце и заузео је Дору и Марису у Идумеји. Идумејце је присилио да прихвате јеврејске обичаје, укључујући циркумцизију. У исто време Јован Хиркан је послао једно изасланство у Рим са циљем да добије међународно признање и да тако осигура независност Јудеје. Изасланство је наишло на леп пријем у Сенату, који је признао независност Јудеје. Деметрије II Никатор није имао прилике уопште да ратује са Јованом Хирканом. Узурпатор Александар II Забин победио је 126. п. н. е. Деметрија крај Дамаска, па је брзо након тога преузео власт. Он је склопио савез са Јованом Хирканом. Александар II Забин се након тога сукобљавао са Антиохом VIII Грипом. Јовану Хиркану одговарао је грађански рат у Селеукидском царству, јер је слабила централна власт и ниједној од страна у грађанском рату није одговарало да током грађанскога рата још ратује са Јеврејима. Александар II Забин је 123. п. н. е. изгубио битку и власт је потпуно преузео Антиох VIII Грип.

## Опсада Самарије
Грађански рат у селеукидском царству наставио се касније сукобом Антиоха VIII Грипа и Антиоха IX Кизичкога. И пре почетка тога рата Антиох VIII Грип је сазнао за припреме Антиоха IX, па му покоравање Јудеје није представљало приоритет. То је Јовану Хиркану омогућило дужи период просперитета и мира. Међутим када је Јован Хиркан уочио да је грађански рат исцрпио два Антиоха одлучио је да крене у освајање хеленизиране Самарије (Себасте). Радило се о добро утврђеном граду, који је дуже време опседао. Самарија је онда тражила помоћ од Антиоха IX Кизичкога. Антиох IX Кизички је дошао, али победио га је Хирканов син Аристобул и након тога гањао га је до Скитопоља. Синови Јована Хиркана Антигон и Аристобул наставили су са опсадом Самарије. Пошто је Самарија опет тражила помоћ Антиох је добио 6.000 војника од Птолемеја IX Латира, који је војску послао противно жељи своје мајке Клеопатре III. Антиох је са египатском војском пустошио Јудеју, али није могао да дигне опсаду Самарије. Антиох није ништа успео, тако да су синови Јована Хиркана након једногодишње опсаде заузели Самарију 109. п. н. е. Након освајања Самарије град су сравнили са темељима, а становништво продали у робље. Након тога освојили су Скитопољ.

## Последње године
Уследио је период просперитета, али онда је дошло и до унутрашњих сукоба. Током Хирканове власти учврстиле су се три верске секте: фарисеји, есени и садукеји. Хиркан је припадао секти фарисеја, али након свађе са њима прешао је на страну садусеја. Када је умро Јован Хиркан 104. п. н. е. је иза себе је оставио пет синова и жену. Жена је требало да има световну власт, а Аристобул верску, али Аристобул је приграбио сву власт. Променио је облик власти у царство и узео је круну, а мајку и три брата заточио. Владао је годину дана, а од 103. п. н. е. владао је други Јованов син Александар Јанеј.